# Плацола (Сондрио)
Плацола је насеље у Италији у округу Сондрио, региону Ломбардија.
Према процени из 2011. у насељу је живело 342 становника. Насеље се налази на надморској висини од 1510 м.